# Irwin Cohen
Irwin Lee Cohen (Chicago, 21 de enero de 1952-Chicago, 27 de agosto de 2012) fue un deportista estadounidense que compitió en judo. Es padre de Aaron Cohen y hermano de Steve Cohen, ambos judokas.
Ganó una medalla de plata en los Juegos Panamericanos de 1975, en la categoría de –93 kg.

## Palmarés internacional
| Juegos Panamericanos | Juegos Panamericanos      | Juegos Panamericanos | Juegos Panamericanos |
| Año                  | Lugar                     | Medalla              | Categoría            |
| -------------------- | ------------------------- | -------------------- | -------------------- |
| 1975                 | Ciudad de México (México) | Medalla de plata     | –93 kg               |